# Casernes de Girona
Les Casernes de Girona és un grup d'edificis ubicat al districte d'Horta-Guinardó de Barcelona.
Des de principis del segle xx el Ramo de Guerra va anar comprant terrenys en aquesta zona a diversos propietaris, la majoria eren horts, per instal·lar-hi un Regiment de cavalleria, denominat del Bruch i de Girona. L'any 1923 l'Ajuntament va alinear els terrenys del Torrent de Lligalbé, que en aquesta part feia una corba, per tal d'obrir el carrer de Lepant i cedir una part al Ramo de Guerra per acabar de completar les casernes que finalment van ocupar una extensió considerable al barri. Comprats a la transició per l'Ajuntament, van transformar-se en el parc Jardins del Príncep de Girona, on també hi ha diversos serveis i equipaments del Districte.